# アメリカン・スリープオーバー
『アメリカン・スリープオーバー』（The Myth of the American Sleepover）は、2010年のアメリカ映画。監督はデヴィッド・ロバート・ミッチェル。出演はクレア・スロマ、マーロン・モートン他。

## キャスト
- マギー : クレア・スロマ
- ロブ : マーロン・モートン
- クラウディア : アマンダ・バウアー
- スコット : ブレット・ジェイコブセン
- アディ : ニキータ・ラムジー
- アナ : ジェイド・ラムジー
- ジュリー : エイミー・サイメッツ

## 公開
本作は2010年3月13日にSXSWでプレミアを迎えた。アメリカでの一般公開は2011年7月22日。